# Gabriele Basilico
Gabriele Basilico (* 13. August 1944 in Mailand; † 13. Februar 2013 in Mailand) war ein italienischer Architekturfotograf.

## Leben
Gabriele Basilico studierte Architektur am Polytechnikum Mailand und begann Ende der 1970er Jahre im Industriegürtel Mailands den Wandel der urbanen Landschaft zu fotografieren. In den 80er Jahren arbeitete er in Frankreich für die DATAR (Délégation interministérielle à l’aménagement du territoire et à l’attractivité régionale) und dokumentierte die Veränderungen in den Hafenstädten Europas. International bekannt wurde er durch die Aufnahmen aus Beirut Anfang der 1990er Jahre. 1996 wurde er bei der VI. Architekturbiennale in Venedig mit dem Premio Osella d’Oro ausgezeichnet. Bei der 52. Biennale 2007 in Venedig erhielt er eine Einzelausstellung.

## Schriften (Auswahl)

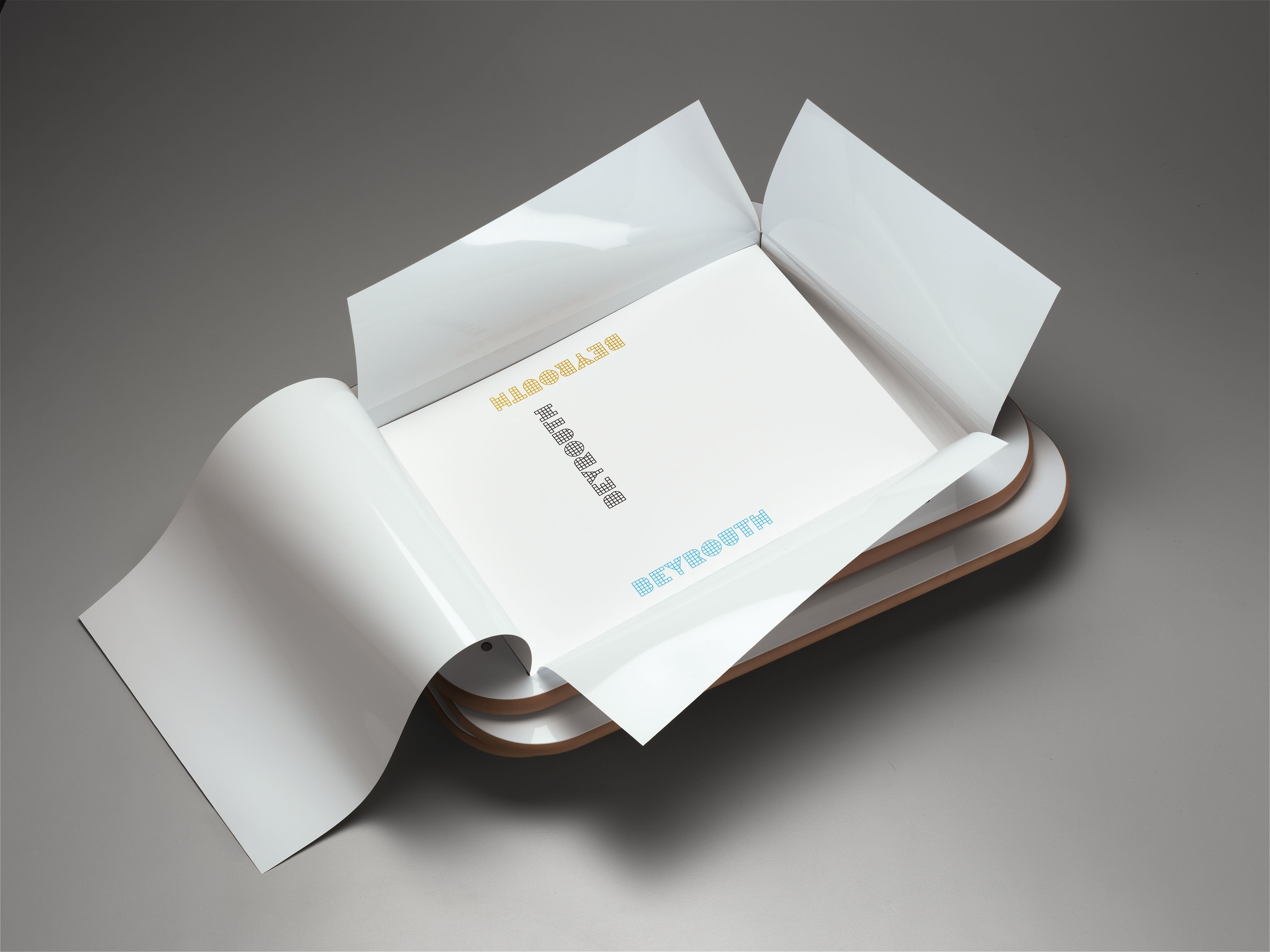
Beyrouth von Gabriele Basilico, Wajdi Mouawad und Robert Stadler

- Stalin’s City Today, Thames & Hudson Ltd, 2009
- Cityscapes, Baldini Castoldi Dalai ed., 2008
- Architetture, città, visioni. Riflessioni sulla fotografia, a cura di Andrea Lissoni, Bruno Mondadori, 2007
- Gabriele Basilico. Workbook 1969–2006, Dewi Lewis Publishing, 2006
- Caroline Klein (Hrsg.): Cool shops. Kempen : teNeues 2005
- Beirut 1991, Baldini Castoldi Dalai editore, 2003
- Filippo Maggia; Gabriele Basilico: Berlin. Texte  von Hans Ulrich Obrist.  Thames & Hudson Ltd, 2002
- Durance – eine Flusstraumreise. Eine Geschichte von Marie Savornin. Schwarz-Weissfotos Gabriele Basilico. Farbfotos Cuchi White. Übers. von Kaja Müller-Franken. Hrsg. unter der Verantw. von Sylvie Grange. Cavaillon : Musées et Patrimoine 1993